# نسخ معكوس
النسخ المعكوس هو رد النسخة إلى الأصل - والمقصود هنا بالنسخة النص المنسوخ إليه، وبالأصل النص المنسوخ منه، وبالنسخ النسخ اللغوي أي كتابة ألفاظ اللغة بغير حروفها. فالنسخ المعكوس هو عكس النسخ إذا. ولا يكون ذلك إلا إذا كان كل حرف ينسخ بحرف واحد فيحصل تقابل بينهما، وإلا فالنسخ غير معكوس. مثلا لهذا الأخير هو عبارة «تجارة الساهل» فكلمة الساهل نسخت عن الإنجليزية Al-Sahel التي كانت قد نسخت عن كلمة الساحل العربية.
النسخ المعكوس نوعان هما المعكوس الحرفي أي عكس النسخ الحرفي، والمعكوس اللفظي أي عكس النسخ اللفظي.

## وصلات خارجية
- Qu’est-ce que la translittération ?
- Zuhair Al-Johar. (سهل) SEHL: Arabic-Latin-Arabic Transliteration
- Jalal Maleki, Lars Ahrenberg. Converting Romanized Persian to the Arabic Writing System